# Sama Dua
Sama Dua (indonez. Kecamatan Sama Dua) – kecamatan w kabupatenie Aceh Selatan w okręgu specjalnym Aceh w Indonezji.
Kecamatan ten znajduje się w północnej części Sumatry, nad Oceanem Indyjskim. Od północy graniczy z kecamatanem Sawang, od wschodu z kecamatanem Kluet Tengah, a od południa z kecamatanem Tapak Tuan. Przebiegają przez niego droga Jalan Lintas Barat Sumatrea (Jalan T. Ben Mahmud).
W 2010 roku kecamatan ten zamieszkiwało 14 440 osób, z których 3 468 stanowiło ludność miejską, a 10 972 ludność wiejską. Mężczyzn było 6 994, a kobiet 7 446. 14 436 osób wyznawało islam.
Znajdują się tutaj miejscowości: Air Sialang Hilir, Air Sialang Hulu, Air Sialang Tengah, Alur Pinang, Alur Simerah, Arafah, Balai, Baru, Batee Tunggai, Dalam, Gadang, Gunung Cut, Gunung Ketek, Jilatang, Kota Baru, Kuta Blang, Ladang Kasik Putih, Ladang Panton Luas, Luar, Lubuk Layu, Madat, Payonan Gadang, Suaq Hulu, Subarang, Tampang, Tengah, Ujung Kampung, Ujung Tanah.